# 新蜀山剑侠
《新蜀山剑侠》（英語：Zu: Warriors from the Magic Mountain），又名《蜀山》，是1983年上映的一部香港古裝武侠电影，由徐克執導，郑少秋、林青霞、刘松仁、洪金宝、元彪、孟海、李赛凤主演；改编自还珠楼主的武侠长篇小说《蜀山剑侠传》。本片是率先引進荷里活特技的電影，具有劃時代的歷史意義；入圍第3屆香港電影金像獎五項提名。在2005年，獲香港電影金像獎協會票選為「最佳華語電影一百部」之一。

## 剧情
西晉五胡之亂時期各國混戰蜀山，西蜀偵探兵「狄明奇」誤入血魔禁區，獲南海派劍仙「丁引」救出。狄明奇以扶匡天下、拯救萬民為由，求丁引收自己為徒弟，然而遭到拒絕。後遇丁引師弟「曉如」為崑崙派掌門人，和徒弟「一真」，並和峨眉老祖長眉合力鎮魔，結果長眉以法寶昊天鏡鎮住血魔，但曉如被血魔化出魔血附身。四人逃出魔窟，前往瑤池仙堡治傷，並且在這裡發生了一場惡戰。最終丁引遭血魔附身，堡主無奈冰封仙堡，僅一真、狄明奇、仙堡門徒若蘭留得性命逃脫，三人結伴到天刀峰尋找劍仙「李亦奇」，請她出山以紫青雙劍拯救蒼生。

## 角色
| 演员   | 角色          | 粵語配音 | 备注         |
| 郑少秋 | 丁引          | 朱子聰   |              |
| 刘松仁 | 晓如          | 楊捷康   |              |
| 林青霞 | 瑤池仙堡 堡主 | 林元春   |              |
| 洪金宝 | 紅衣小兵      | 金貴     | 一人分飾二角 |
| 洪金宝 | 长眉道人      | 金貴     | 一人分飾二角 |
| 元彪   | 狄明奇        | 鄧榮銾   |              |
| 孟海   | 一真          | 林保全   |              |
| 李赛凤 | 若兰          | 沈小蘭   |              |
| 翁倩玉 | 李亦奇        | 雷碧娜   |              |
| 鍾發   | 西蜀兵 左統領 |          |              |
| 狄威   | 西蜀兵 右統領 |          |              |
| 元奎   | 魔教护法      |          |              |
| 冯克安 | 魔教护法      |          |              |
| 夏光莉 | 姬無霜        | 盧素娟   |              |
| 徐少强 | 天刀老人      | 梁有恆   |              |
| 徐克   | 藍衣小兵      |          |              |

## 仙寶
- 昊天鏡：以法力能驅動鏡面發出豪光，長眉真人以此寶鎮住血魔。
- 紫郢劍 （雄）、青索劍 （雌）：威力極大的一對仙劍，紫劍為天，青劍為地，以兩人分持心意相通才能發揮最大威力。

## 電影歌曲

### 主題曲
| 歌名         | 演唱者 | 作曲   | 填詞 | 編曲   |
| 〈黃帝子孫〉 | 鄭少秋 | 顧嘉煇 | 黃霑 | 顧嘉煇 |

## 獎項
| 年份 | 頒獎典禮/單位          | 獎項               | 獲提名                   | 結果            |
| ---- | ---------------------- | ------------------ | ------------------------ | --------------- |
| 1984 | 第3屆香港電影金像獎    | 最佳影片           |                          | 提名            |
| 1984 | 第3屆香港電影金像獎    | 最佳女演員         | 林青霞                   | 提名            |
| 1984 | 第3屆香港電影金像獎    | 最佳剪接           | 張耀宗                   | 提名            |
| 1984 | 第3屆香港電影金像獎    | 最佳美術指導       | 張叔平                   | 提名            |
| 1984 | 第3屆香港電影金像獎    | 最佳武術動作指導   | 元奎、元彪、馮克安、孟海 | 提名            |
| 1984 | 第3屆香港電影金像獎    | 十大華語片         |                          | 獲獎            |
| 2005 | 香港電影金像獎協會     | 最佳華語電影一百部 |                          | 入選 （第40名） |
| 2010 | 臺北金馬影展執行委員會 | 影史百大華語電影   |                          | 入選 （第72名） |